# Poses
Poses is een gemeente in het Franse departement Eure (regio Normandië). De plaats maakt deel uit van het arrondissement Les Andelys. Poses telde op 1 januari 2022 1.118 inwoners.

## Geografie
De oppervlakte van Poses bedroeg op 1 januari 2022 7,2 vierkante kilometer; de bevolkingsdichtheid was toen 155,3 inwoners per km².

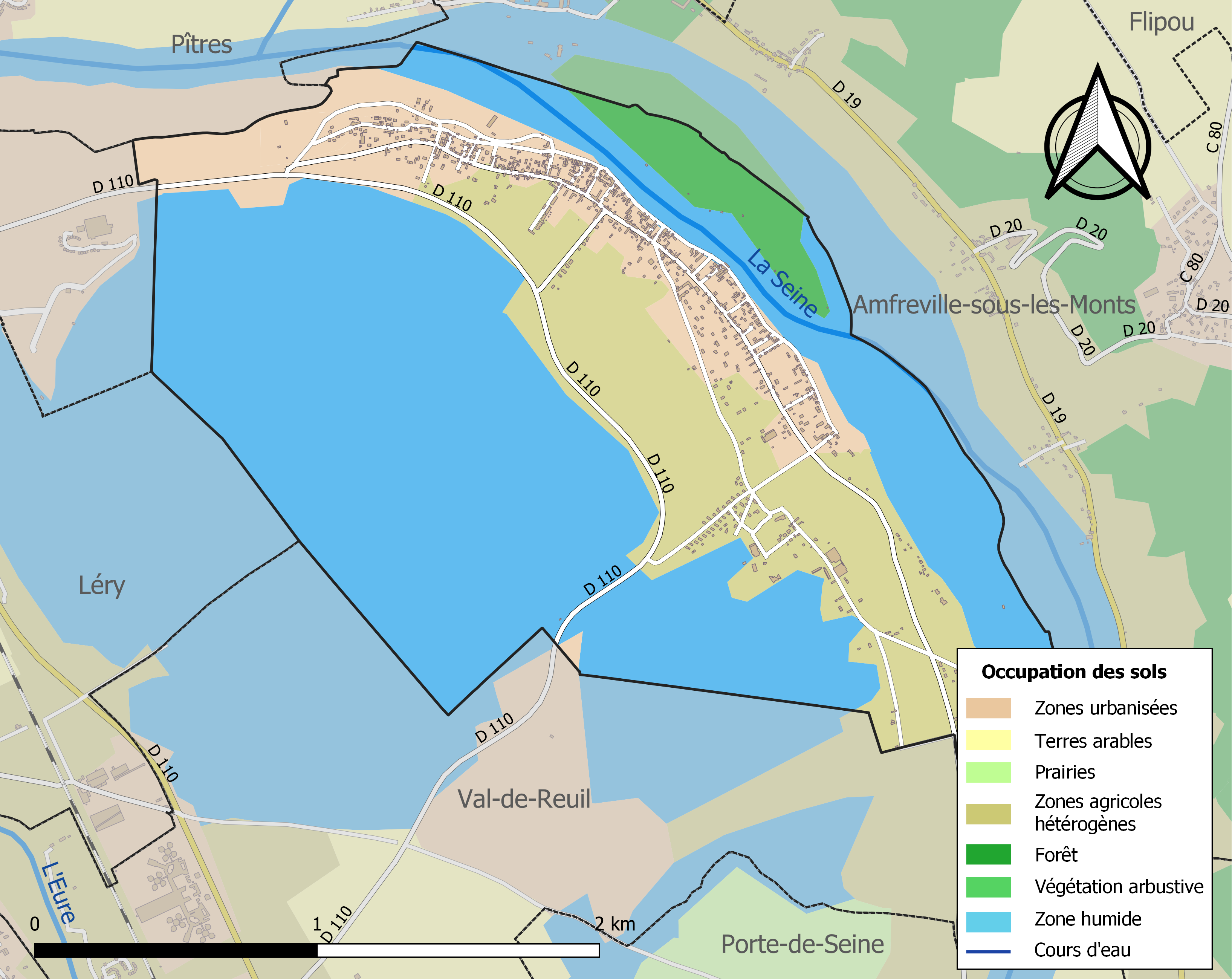
Kaart van de gemeente met belangrijkste infrastructuur, bodemgebruik en omliggende gemeenten

## Demografie
Onderstaande figuur toont het verloop van het inwonertal (bron: INSEE-tellingen).